# Iglesia de San Vicente (Serrapio)
La iglesia de San Vicente de Serrapio es un templo del concejo asturiano de Aller (España).

## Descripción
La iglesia mantiene su pureza de estilo románico en un ábside tripartido. Las pinturas de su capilla son del siglo XVII. 
Su primera estructura es de época romana de la que conserva una lápida en la sacristía dedicada a Júpiter por los clanes astures de los arrodinaecos y los coliaciones. La lápida consagrada al dios romano se halló en 1830. 
Esta iglesia está situada a 1 kilómetro aproximadamente de Serrapio en un lateral de la carretera sobre un mirador con vistas al valle medio del Aller. 
Esta iglesia se ha ido asentando sobre diversas construcciones, su primera estructura es de época romana, se modificó durante el prerrománico, en 922, por el presbítero Gagius, para volver a modificarla en el románico en el siglo XII. En la actualidad consta de tres naves con triple ábside, las diferentes reformas no le han quitado su pureza de estilo románico, manteniendo la cabecera triple. Un equipo de arqueólogos encontró bajo su suelo inhumaciones que datan de más de un milenio.
El templo es reseñado en la obra Rutas sagradas (2015), de Esther de Aragón y Sebastián Vázquez, en la que señalan que pese a tener un exterior poco significativo, el interior es de gran riqueza simbólica.

## Galería

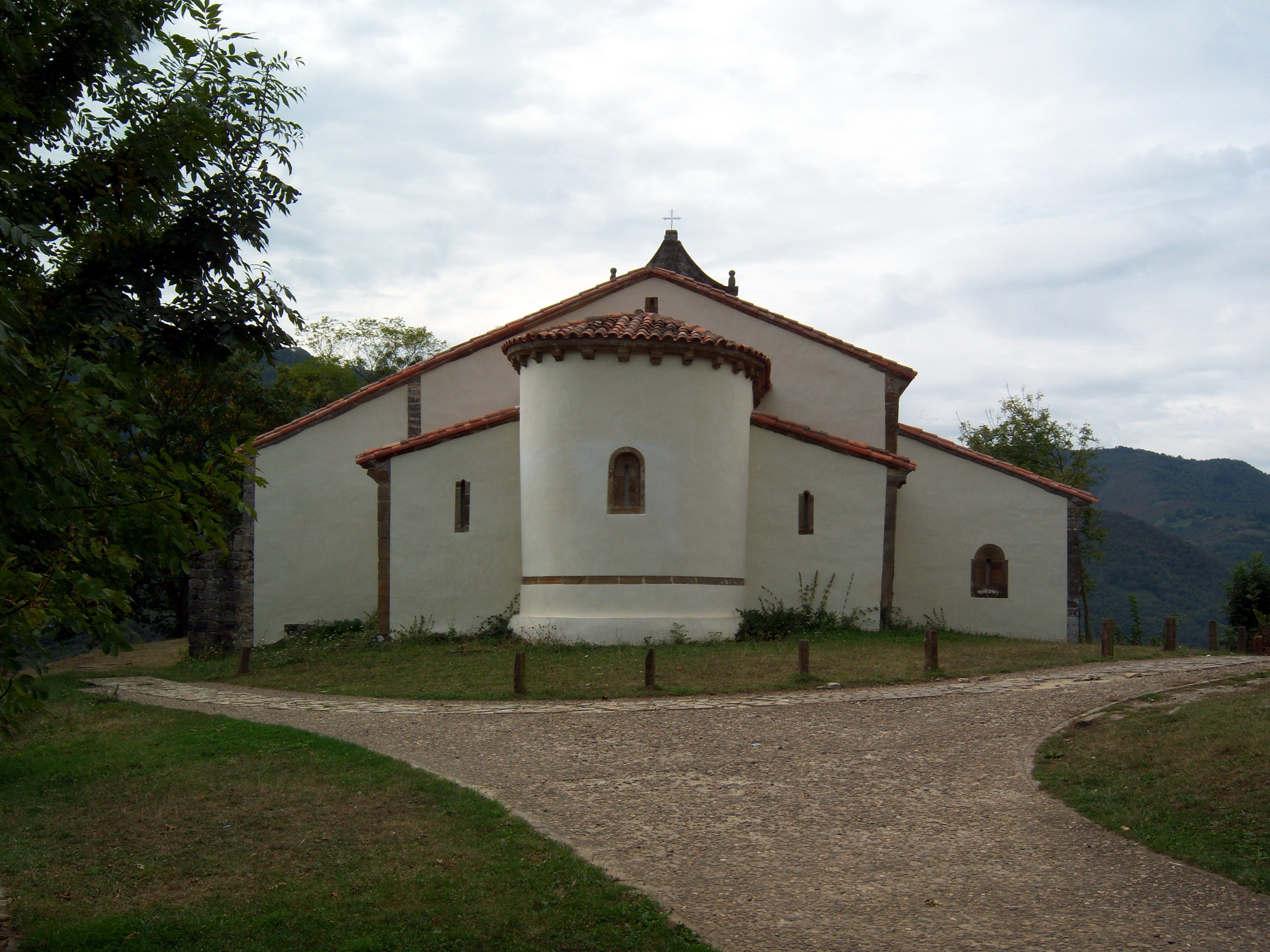
Vista general
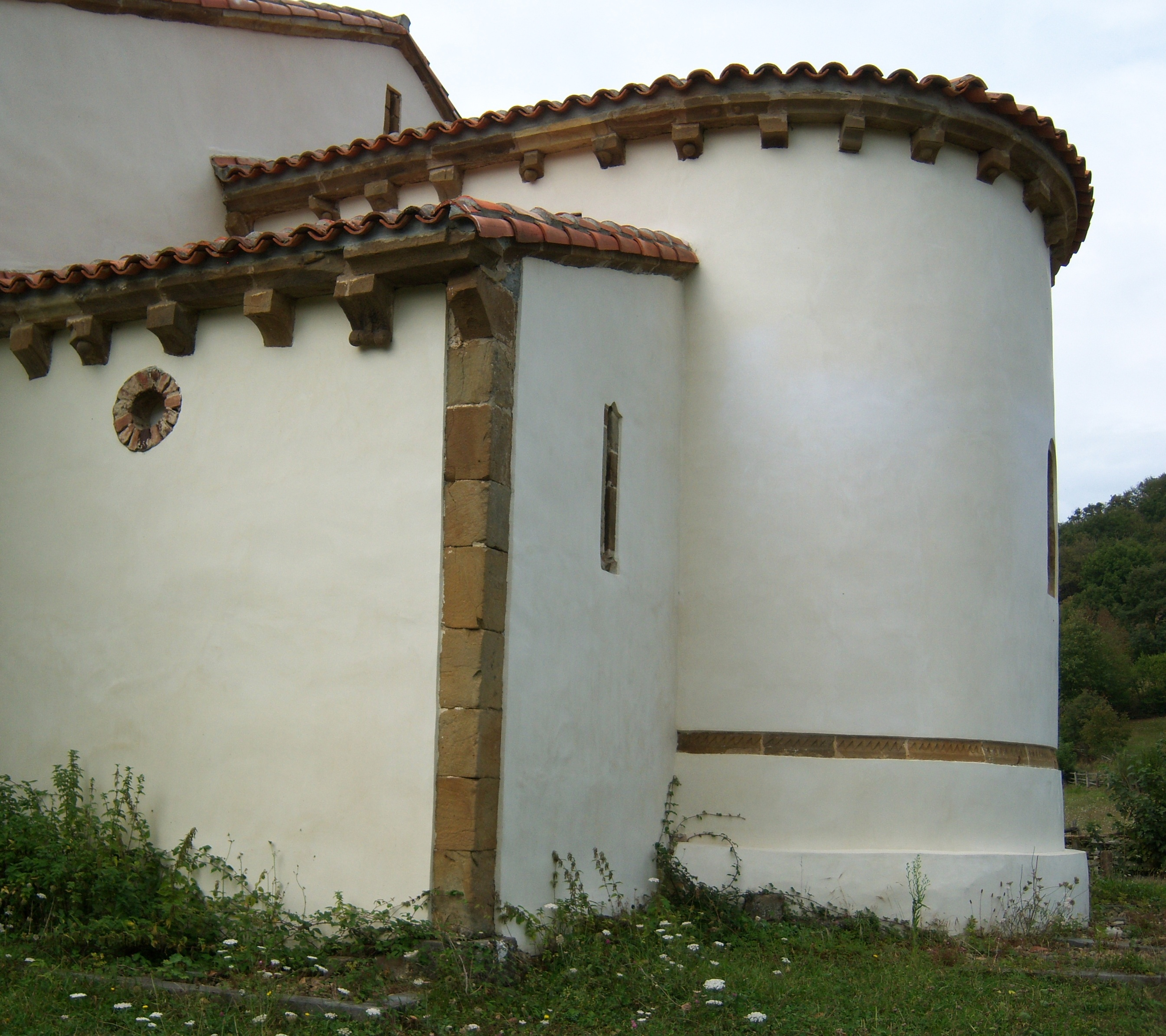
Ábside decorado con una cenefa tallada en piedra y canecillos bajo los aleros
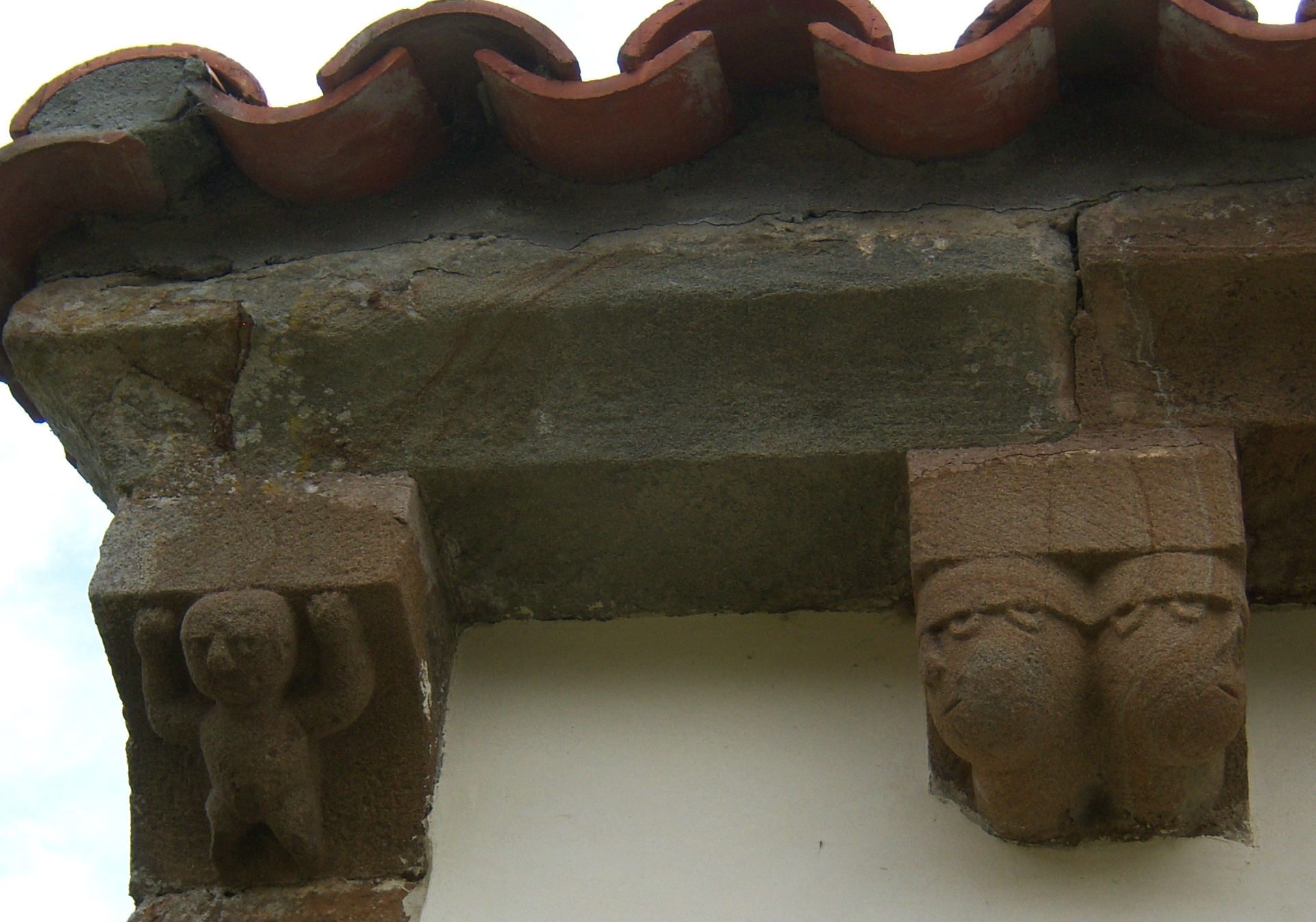
Detalle de los canecillos antropomórficos
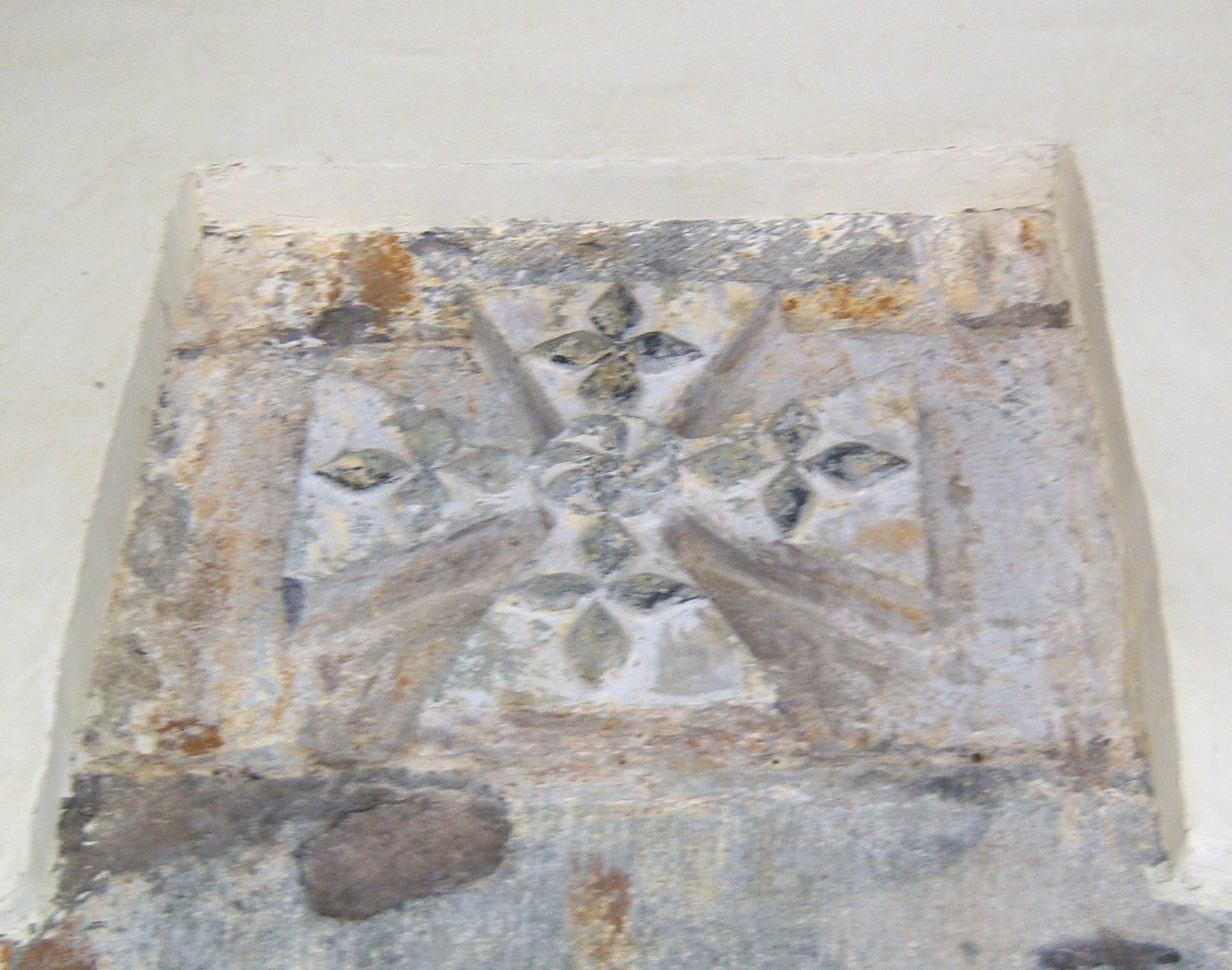
Detalle
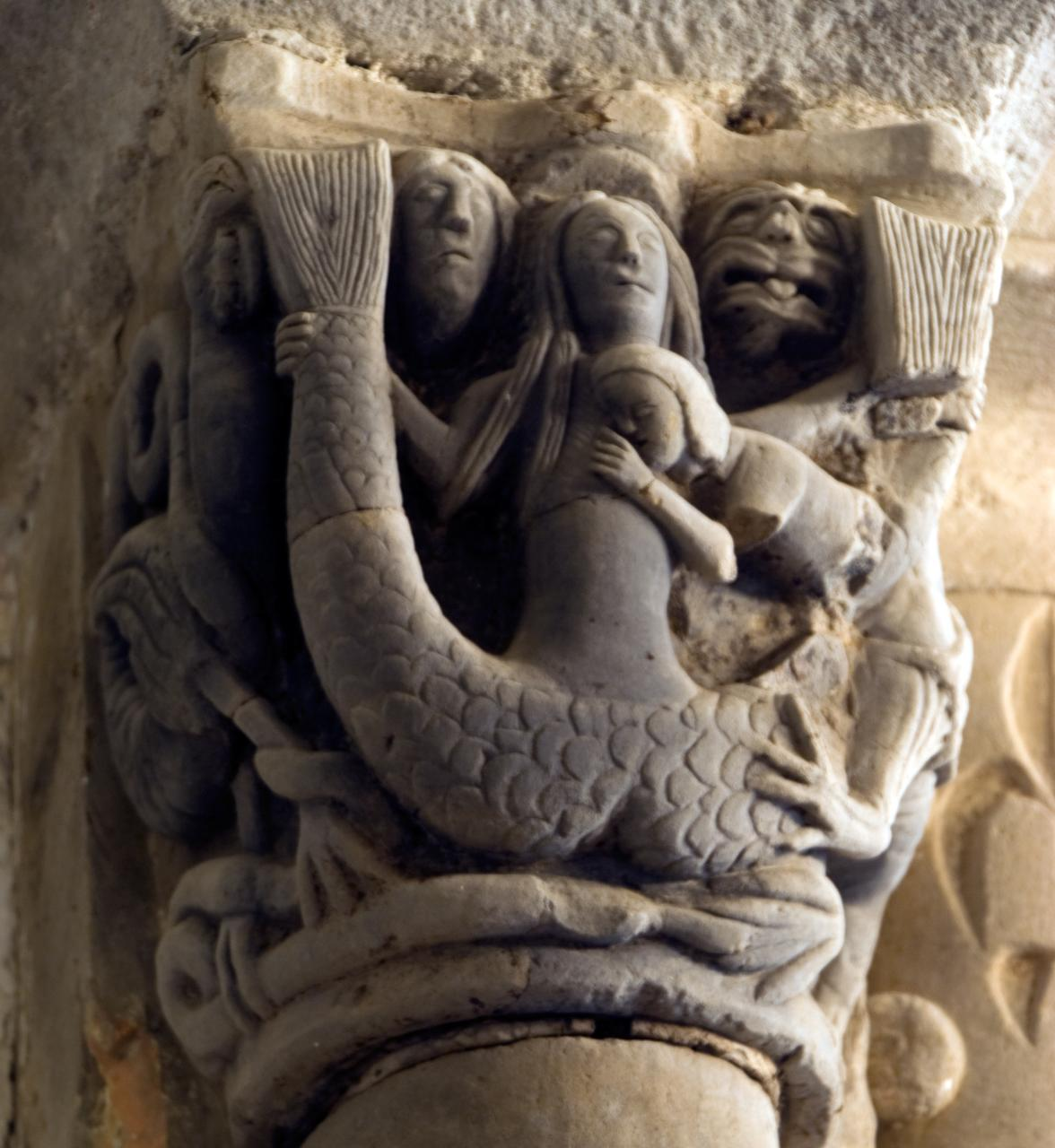
Sirena
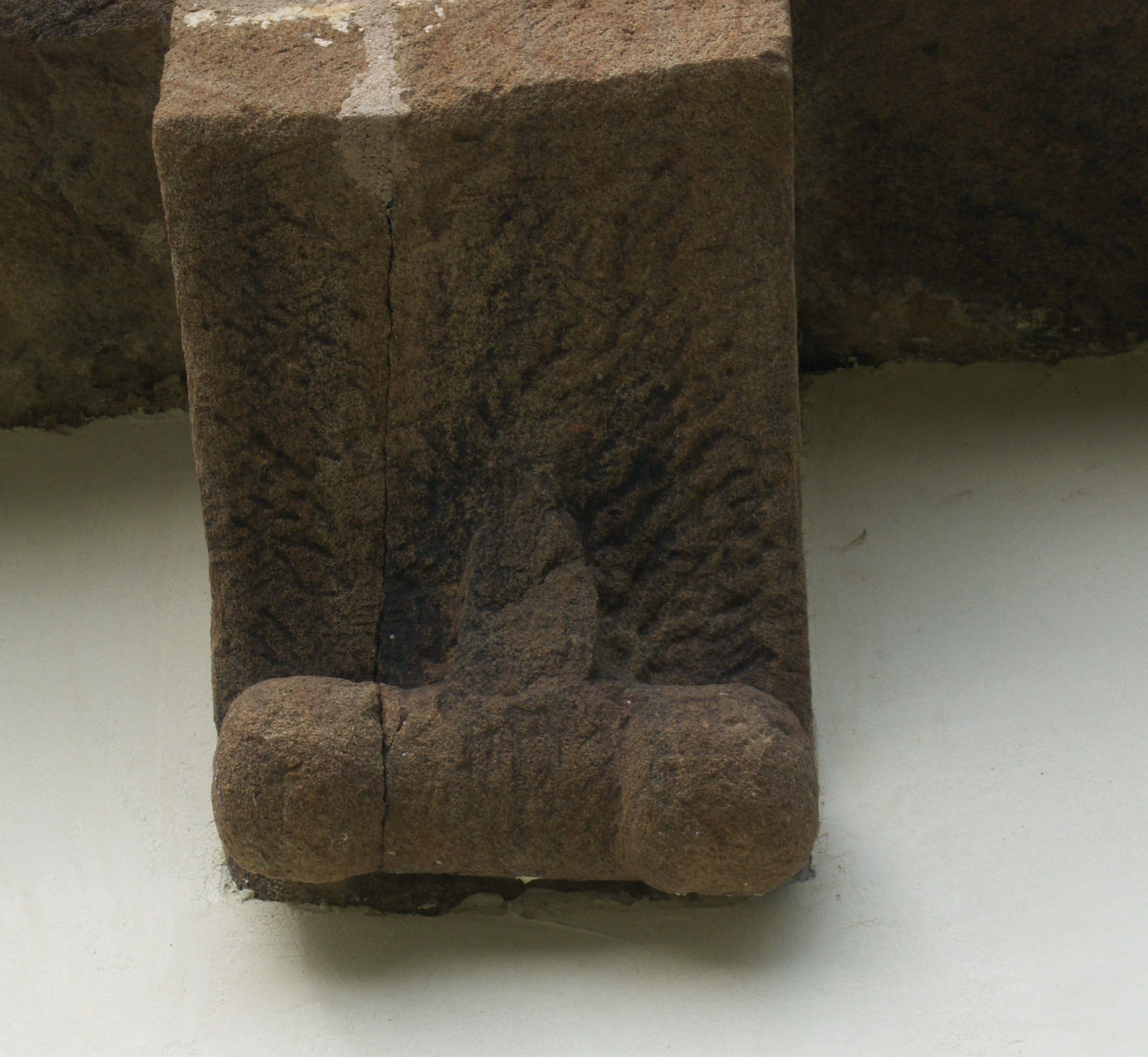
Detalle de la cruz de piedra sobre la puerta principal